# Synplasta gracilis
Synplasta gracilis är en tvåvingeart som först beskrevs av Johannes Winnertz 1863.  Synplasta gracilis ingår i släktet Synplasta, och familjen svampmyggor. Enligt den finländska rödlistan är arten nära hotad i Finland. Arten är reproducerande i Sverige. Artens livsmiljö är naturlundskogar.